# Eser Yağmur
Eser Yağmur (* 29. Mai 1983 in Berlin) ist ein deutsch-türkischer Fußballspieler, der aktuell für Kartalspor spielt.

## Karriere

### Verein
Yağmur kam als Sohn türkischer Einwanderer in Berlin auf die Welt und begann in der Jugend von Tennis Borussia Berlin mit dem Fußballspielen. Später ging er in die Jugendmannschaft der Reinickendorfer Füchse. Dort wurde er dann von den Talentjägern des VfL Wolfsburg entdeckt und in die Jugend dieses Vereins geholt.
Im Sommer 2002 wechselte er in die türkische Süper Lig zum Traditionsverein Beşiktaş Istanbul. Aufgrund der starken Konkurrenz auf der Stürmerposition mit İlhan Mansız, Ahmet Dursun und Pascal Nouma kam Yağmur sehr selten zum Einsatz. Um ihm Spielpraxis in einer Profiliga zu ermöglichen, verlieh man ihn für eine Saison an den damaligen Erstligisten Elazığspor und nachfolgend an den Erstligisten Diyarbakırspor. Zur Saison 2005/06 verlieh man den Stürmer an den Zweitligisten Bursaspor. Mit dieser Mannschaft wurde er zum Saisonende Meister der TFF 1. Lig und stieg damit in die Süper Lig auf. Nach diesem Erfolg wechselte Yağmur samt Ablöse zu Bursaspor. 
Nach einem Jahr Erstligatätigkeit für Bursaspor zog Yağmur weiter zum Zweitligisten Karşıyaka SK. Hier kam er mit der Mannschaft bis ins Play-off-Finale der TFF 1. Lig und verpasste erst in letzter Instanz den Aufstieg in die Süper Lig. Zum Saisonende wechselte er innerhalb der Liga zu Konyaspor. Mit diesem Verein schaffte er den Play-off-Gewinn der TFF 1. Lig und so den Aufstieg in die Süper Lig. Er spielte noch eine Hinrunde in der Süper Lig für Konyaspor und wechselte dann zum Zweitligisten Kayseri Erciyesspor. Diesen Verein verließ er bereits zum Sommer 2011 wieder und ging zum Ligakonkurrenten Denizlispor.
Zum Saisonende 2011/12 konnte er sich mit Denizlispor auf keine Vertragsverlängerung einigen und verließ daraufhin den Verein. Kurze Zeit später wechselte er zum Ligakonkurrenten TKİ Tavşanlı Linyitspor. Hier blieb er nur ein halbes Jahr und wechselte daraufhin zu Kartalspor.

### Nationalmannschaft
Yağmur durchlief die türkische U-20- und die U-21-Nationalmannschaft. Außerdem wurde er 2005 einmal für die zweite Auswahl der Türkischen Nationalmannschaft nominiert, kam aber während der Begegnung nicht zum Einsatz.

## Erfolge
- Mit Beşiktaş Istanbul
  - Türkischer Meister: 2002/03

- Mit Bursaspor:
  - Meister der TFF 1. Lig: 2005/06
  - Aufstieg in die Süper Lig: 2005/06

- Mit Konyaspor:
  - Play-off-Sieger der TFF 1. Lig: 2009/10
  - Aufstieg in die Süper Lig: 2009/10